# 溫納貝戈城鎮區 (明尼蘇達州法里博縣)
溫納貝戈城鎮區（英語：Winnebago City Township）是位於美國明尼蘇達州法里博縣的一個行政鎮區。

## 地方資料
溫納貝戈城鎮區的面積為89.62平方千米，當中陸地面積為88.62平方千米，而水域面積為1.00平方千米。根據2020年美國人口普查的數據，當地共有人口171人，而人口密度為每平方千米1.91人。